# Абделатіф Бахдарі
Абделатіф Бахдарі (араб. عبد اللطيف البهداري, нар. 20 лютого 1984, Газа) — палестинський футболіст, захисник клубу «Шабаб Аль-Халіль» та національної збірної Палестини.

## Клубна кар'єра
У дорослому футболі дебютував 2001 року виступами за команду клубу «Газа Спорт», в якій провів один сезон. Згодом виступав за ряд інших палестинських команд.
З 2009 року два сезони захищав кольори йорданського клубу «Аль-Вахдат», з яким виграв чемпіонат та Суперкубок країни, а також двічі став переможцем національного кубку. Крім того 2011 року клуб став півфіналістом Кубка АФК.
Після успішного сезону Бахдарі зацікавились у сусідніх країнах і наступні два сезони він провів у саудівському «Хаджері», де він із зарплатою $ 280,000 на рік був найоплачуванішим палестинським спортсменом, а потім ще рік грав у іракському «Заху».
Згодом з 2014 по 2016 рік грав по сезону у складі йорданського «Аль-Вахдата» та палестигського «Шабаб Аль-Халіля», з якожним з яких виграв чемпіонат країни, після чого відправився до Єгипту, де недовго пограв за «Ель-Ґеїш».
2016 року повернувся на батьківщину, де став грати за клуб «Абна Аль-Кудс», а 2017 року приєднався до складу клубу «Шабаб Аль-Халіль».

## Виступи за збірну
2007 року дебютував в офіційних матчах у складі національної збірної Палестини.
Став з командою переможцем останнього Кубка виклику АФК у 2014 році, а в подальшому у складі збірної був учасником Кубка Азії 2015 року в Австралії та Кубка Азії 2019 року в ОАЕ.
| Дата       | Місто          | Господарі | Результат | Гості     | Турнір                     | Голи | Примітки |
| ---------- | -------------- | --------- | --------- | --------- | -------------------------- | ---- | -------- |
| 06-01-2019 | Шарджа (місто) | Сирія     | 0 – 0     | Палестина | Кубок Азії 2019 - 1-й етап | -    | кап.     |
| 11-01-2019 | Дубай (місто)  | Палестина | 0 – 3     | Австралія | Кубок Азії 2019 - 1-й етап | -    | кап.     |
| Усього     |                | Матчів    | 2         |           | Голів                      | 0    |          |

## Досягнення
«Аль-Вахдат»
- Чемпіон Йорданії: 2010–11, 2014–15
- Володар Кубка Йорданії: 2009–10, 2010–11
- Володар Кубка герба Футбольної Асоціації Йорданії: 2010
- Володар  Суперкубка Йорданії: 2009, 2010

«Шабаб Аль-Халіль»
- Чемпіон Західного берега: 2015–16

Збірна Палестини
- Володар Кубка виклику АФК: 2014